# 宇部72カントリークラブ
宇部72カントリークラブ（うべセブンツーカントリークラブ）は山口県山口市にあるメンバーシップ制のゴルフ場。

## 概要
- 理事長 - 長廣眞臣
- 支配人 - 寺西直康
- 加盟団体 - JGA、CGU
- 所在地 - 〒754-1257 山口県山口市阿知須町源河

UBE（旧・宇部興産。運営は完全子会社である宇部興産開発）により建設された。広大な敷地に4コース72ホールを持つ西日本最大のゴルフ場であり、宇部興産オープンゴルフトーナメント（2001年（平成13年）をもって終了）で有名。多くのPGAツアー競技や日本女子オープンゴルフ選手権競技（1995年、万年池西コース）、日本シニアオープンゴルフ選手権競技（1998年、万年池東コース）の舞台にもなった。
コースは万年池東コース、万年池西コース、江畑池コース、阿知須コースがある。場内に提携ホテル宇部72アジスパホテルがある。

## 沿革
- 1960年（昭和35年）10月29日 - 阿知須コースが開場。
- 1967年（昭和42年）6月7日 - 万年池東コースが開場。
- 1975年（昭和50年）10月1日 - 万年池西コースが開場。
- 2000年（平成12年）11月6日 - 江畑池コースが開場。
- 2019年（令和元年）12月20日 - 宇部興産開発がゴルフ場事業を「株式会社宇部72カントリークラブ」に分割の上、同社の株式を全国でゴルフ場を展開する市川興業（市川ゴルフ興業グループ）に譲渡することを発表[1]。
- 2020年（令和2年）3月2日 - 運営権が市川興業に譲渡される。

## コース情報
1960年（昭和35年）に阿知須コースが同クラブ最初のコースとして開場した。次いで1967年（昭和42年）に万年池東コースが元首相の岸信介の始球式により開場し、その後、万年池西コース、江畑池コースの順に開場した。
| 阿知須コース - 開場日 - 1960年（昭和35年）10月29日 - 設計者 - 上田治 - レイアウト - 丘陵・林間 - 面積 - 1,300,000m2 - ヤーデージ - 7,115y - ホール / パー - 18H / Par73 - グリーン - ベント2 - レート - 73 - 練習場 - 260y/17打席 - 定休日 - 毎週金曜日 万年池東コース - 開場日 - 1967年（昭和42年）6月7日 - 設計者 - 中安閑一 - レイアウト - 丘陵 - 面積 - 1,000,000m2 - ヤーデージ - 6,938y - ホール / パー - 18H / Par72 - グリーン - ベント2 - レート - 72,6 - 練習場 - 270y/13打席 - 定休日 - 毎週月曜日 | 万年池西コース - 開場日 - 1975年（昭和50年）10月1日 - 設計者 - 中安閑一 - レイアウト - 丘陵 - 面積 - 825,000m2 - ヤーデージ - 6,876y - ホール / パー - 18H / Par72 - グリーン - ベント2 - レート - 72,2 - 練習場 - 270y/17打席 - 定休日 - 毎週火曜日 江畑池コース - 開場日 - 2000年（平成12年）11月6日 - 設計者 - ロバート・ボン・ヘギー - レイアウト - 丘陵 - 面積 - 2,350,000m2 - ヤーデージ - 6,981y - ホール / パー - 18H / Par72 - グリーン - ベント1 - レート - 未査定 - 練習場 - 300y/20打席 - 定休日 - 毎週水曜日 |

## 姉妹コース
- 札幌カントリー倶楽部
- 姉ヶ崎カントリー倶楽部
- グランベール京都ゴルフ倶楽部
- 琉球ゴルフ倶楽部
- 玄海ゴルフクラブ
- 筑紫野カントリークラブ

## 交通アクセス
車
- 山口宇部道路 阿知須ICから2km。
- 西日本旅客鉄道（JR西日本）新山口駅から15分。
- 山口宇部空港から15分。